# Babylonsk (sprog)
Babylonsk var et sprog der nedstammede fra akkadisk. Det var udbredt i Syd-Mesopotamien, var skrevet på kileskrift og uddøde c. år nul, afløst af aramaisk.